# 上吉辛-雉鸡园

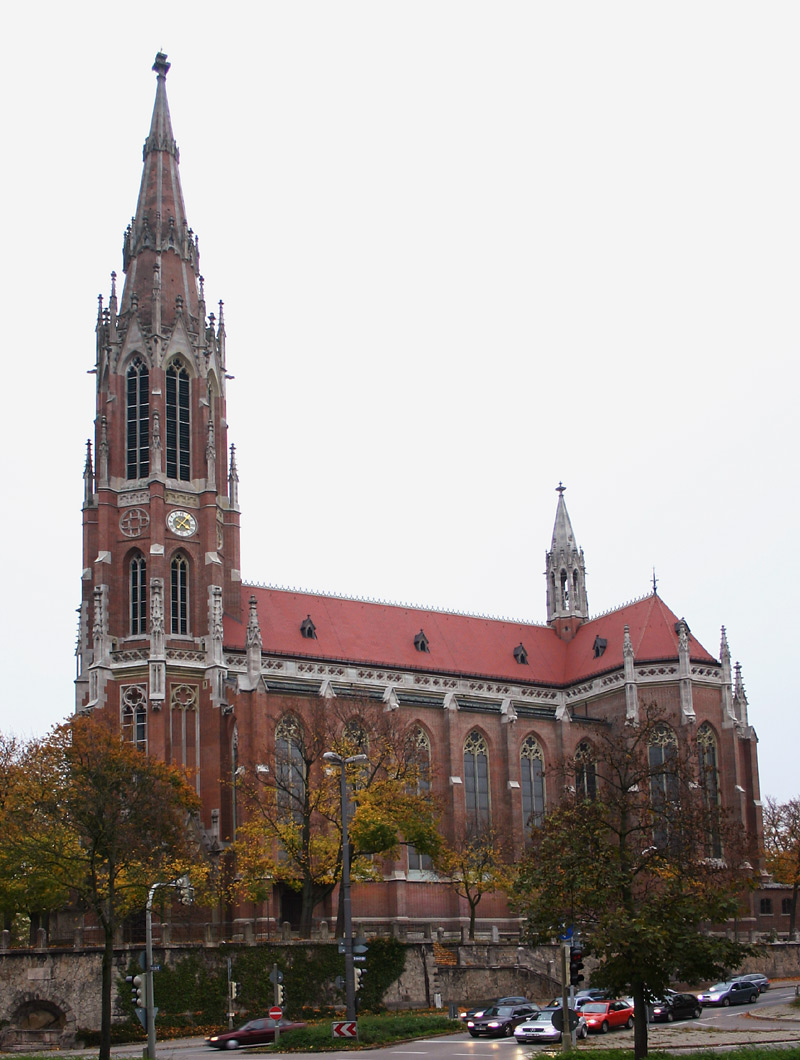
圣十字堂

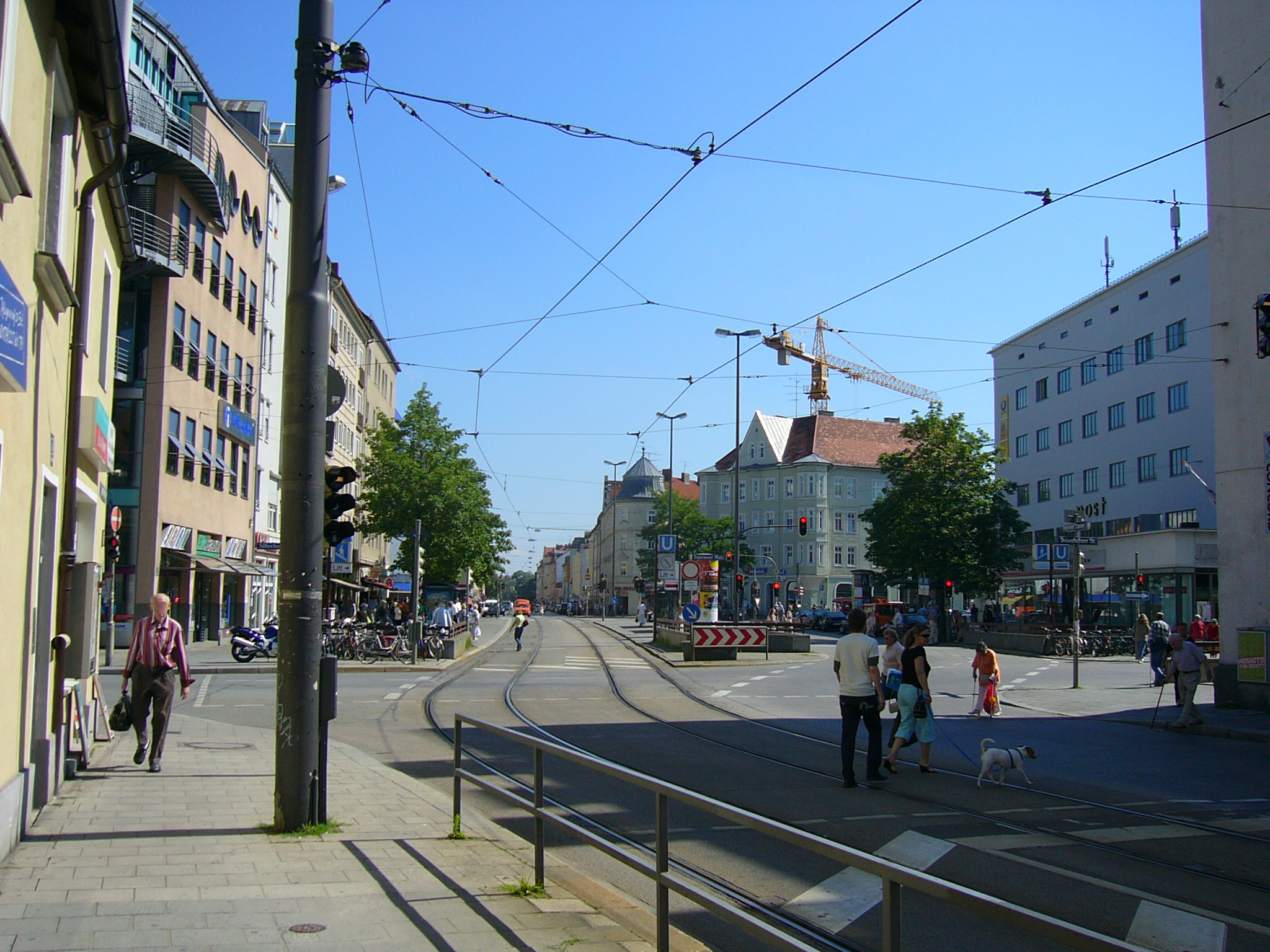
泰根湖广场

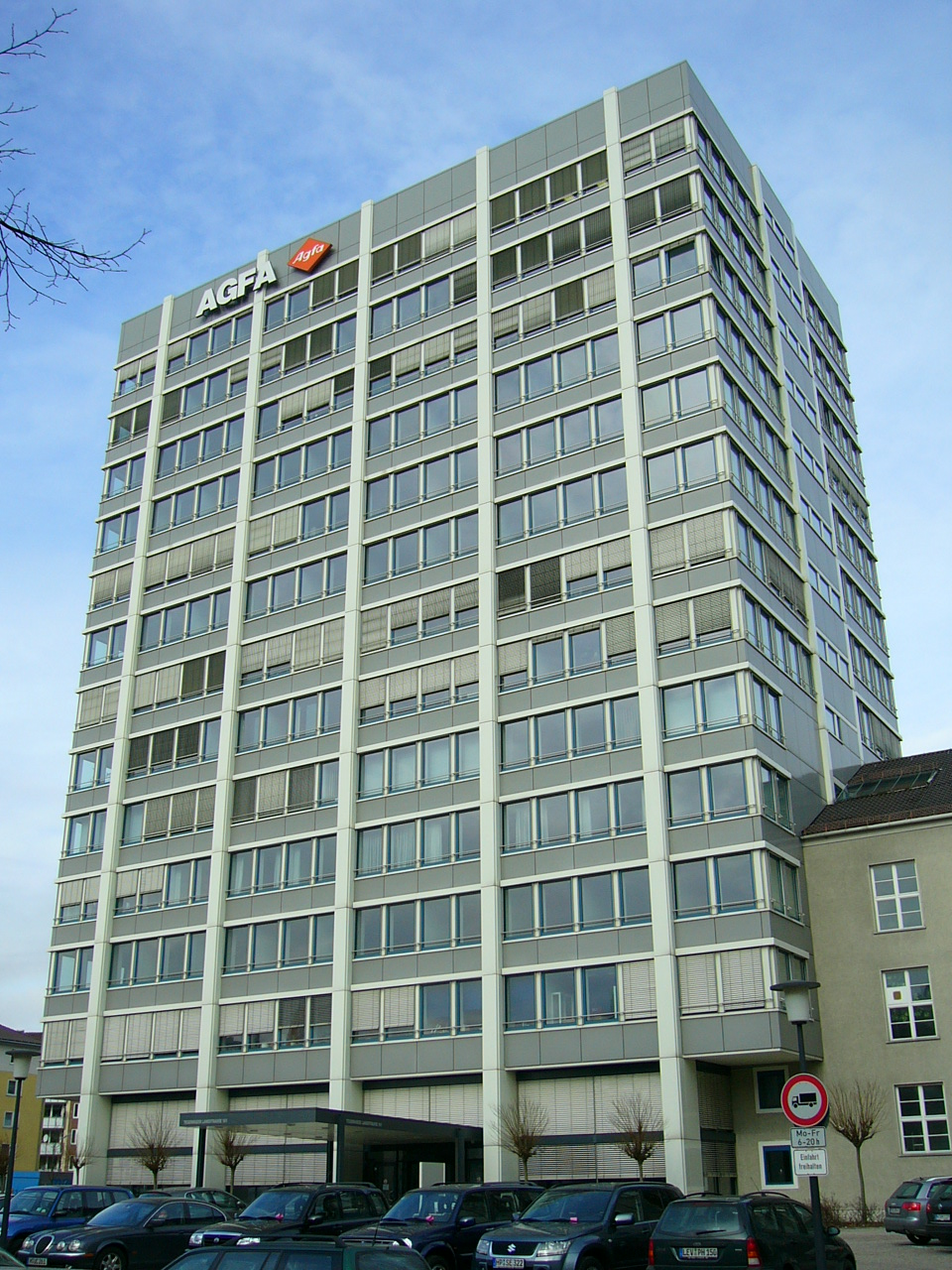
位于泰根湖州县公路旁的原爱克发大楼（2008年拆除）

上吉辛-雉鸡园（德語：Obergiesing-Fasangarten）是德国巴伐利亚州首府慕尼黑的市辖第17区。连同另一市辖区下吉辛-哈拉兴一起，它还包含了大致位于边界上的历史市镇吉辛以及位于原佩拉赫版图中的定居点雉鸡园。

## 方位
上吉辛位于伊萨尔河东岸高阶地坡缘的上方。如今的市辖第17区是呈狭长条状伸展在中环公路东南段和通往十字街的城市快铁线路之间。它包含了市中心边缘的旧吉辛（Alt-Giesing）部分，并沿雉鸡园和原美国人定居点一直延伸至市区的东南缘。
与上吉辛-雉鸡园相邻的分别是西部的下吉辛-哈拉兴、北部的奥-海德豪森和东部的拉默斯多夫-佩拉赫，而市镇新比贝格和下哈兴位于其南部，在西南部交界的则是非建制地区佩拉赫人工林。

## 历史
市辖区上吉辛是在1936年，通过将已于1854年并入慕尼黑的市分区吉辛分割为两个市辖区（上吉辛和下吉辛-哈拉兴）后而产生。
随着战后初期通过对被摧毁房屋的重建和和土地储备开发的蓬勃发展，有约四分之三的住房存量均是在1948年以后建成。只有在旧吉辛，尤其是1886年左右建于伊萨尔河坡缘的哥特复兴风格厅堂式教堂圣十字堂，能够作为个别的历史性近郊建筑群获得保留。1937年，一个新的半准管区从圣十字堂区内分离出，并自1941年起形成独立的堂区；其所属的堂区圣堂天国之母堂是由罗伯特·福赫尔策所建，后者同时也是一位邮政建筑师和慕尼黑工业大学的教授。除了东部公墓、佩拉赫人造林公墓和一个游乐园外，上吉辛几乎没有显著的绿地。工业及商业用地主要集中在佩拉赫街和泰根湖州县公路之间。在爱克发工厂拆除后，上吉辛的这一部分已主要建起住宅。
上吉辛的城市规划结构非常庞杂。单户住宅和小型居民社区随着地区的松动而转变为高层建筑和密集街区建筑。同时，服务业的就业人数已超过制造业。如同其它昔日的工人和手工业者社区，上吉辛如今的社会结构也较为稳定，但提供相对便宜的租金，使得上吉辛内的住房令低收入群体和有孩子的家庭仍然能负担得起。因此区内外国人的比例亦高于全市平均水平。

### 雉鸡园
如今归属市辖区上吉辛管辖的还包括于1920年代兴起的定居点雉鸡园，它是在1937年作为市镇佩拉赫的组成部分被并入慕尼黑。雉鸡园在被划归吉辛之前，有一个独立的、大多为单户住宅的代表性特质。考虑到这一点，市辖区上吉辛的官方名称在2009年末被变更为上吉辛-雉鸡园。佩拉赫人造林定居点，也被称为“美国人定居点”，是雉鸡园的重要组成部分。

## 人口统计
(截至每年12月31日)
| 年份 | 人口   | 外国人（比例）  | 面积 （km²） | 人口密度 （每km²） | 来源及其它数据                                 |
| ---- | ------ | --------------- | ------------ | ------------------ | ---------------------------------------------- |
| 2000 | 43,974 | 12,035 (27.4 %) | 5.7142       | 7,696              | 慕尼黑统计年鉴2001（页面存档备份，存于） (PDF) |
| 2001 | 44,143 | 11,981 (27.1 %) | 5.7142       | 7,725              | 慕尼黑统计年鉴2002（页面存档备份，存于） (PDF) |
| 2002 | 44,616 | 12,035 (27.0 %) | 5.7142       | 7,808              | 慕尼黑统计年鉴2003（页面存档备份，存于） (PDF) |
| 2003 | 44,761 | 12,478 (27.9 %) | 5.7111       | 7,838              | 慕尼黑统计年鉴2004（页面存档备份，存于） (PDF) |
| 2004 | 44,473 | 12,197 (27.4 %) | 5.7120       | 7,786              | 慕尼黑统计年鉴2005（页面存档备份，存于） (PDF) |
| 2005 | 45,132 | 12,339 (27.3 %) | 5.7120       | 7,901              | 慕尼黑统计年鉴2006（页面存档备份，存于） (PDF) |
| 2006 | 47,007 | 12,914 (27.5 %) | 5.7156       | 8,224              | 慕尼黑统计年鉴2007（页面存档备份，存于） (PDF) |
| 2007 | 47,791 | 13,153 (27.5 %) | 5.7155       | 8,362              | 慕尼黑统计年鉴2008（页面存档备份，存于） (PDF) |
| 2008 | 48,282 | 13,394 (27.7 %) | 5.7172       | 8,445              | 慕尼黑统计年鉴2009（页面存档备份，存于） (PDF) |
| 2009 | 48,425 | 13,407 (27.7 %) | 5.7095       | 8,481              | 慕尼黑统计年鉴2010（页面存档备份，存于） (PDF) |
| 2010 | 49,030 | 13,665 (27.9 %) | 5.7163       | 8,577              | 慕尼黑统计年鉴2011（页面存档备份，存于） (PDF) |
| 2011 | 50,656 | 14,509 (28.6 %) | 5.7203       | 8,855              | 慕尼黑统计年鉴2012（页面存档备份，存于） (PDF) |
| 2012 | 51,183 | 14,909 (29.1 %) | 5.7203       | 8,948              | 慕尼黑统计年鉴2013（页面存档备份，存于） (PDF) |
| 2013 | 51,499 | 15,047 (29.2 %) | 5.7204       | 9,003              | 慕尼黑统计年鉴2014（页面存档备份，存于） (PDF) |
| 2014 | 52,743 | 15,858 (30.1 %) | 5.7204       | 9,220              | 慕尼黑统计年鉴2015（页面存档备份，存于） (PDF) |

## 政治
上吉辛-雉鸡园上一次的区议会选举是在2014年3月16日。其议席分配如下：社民党9席、基社盟7席、绿党6席、自选协2席以及自民党1席。在上吉辛-雉鸡园共37710名符合投票资格的居民中，有14305人行使了自己的表决权，选民投票率约为37.9%。

## 交通

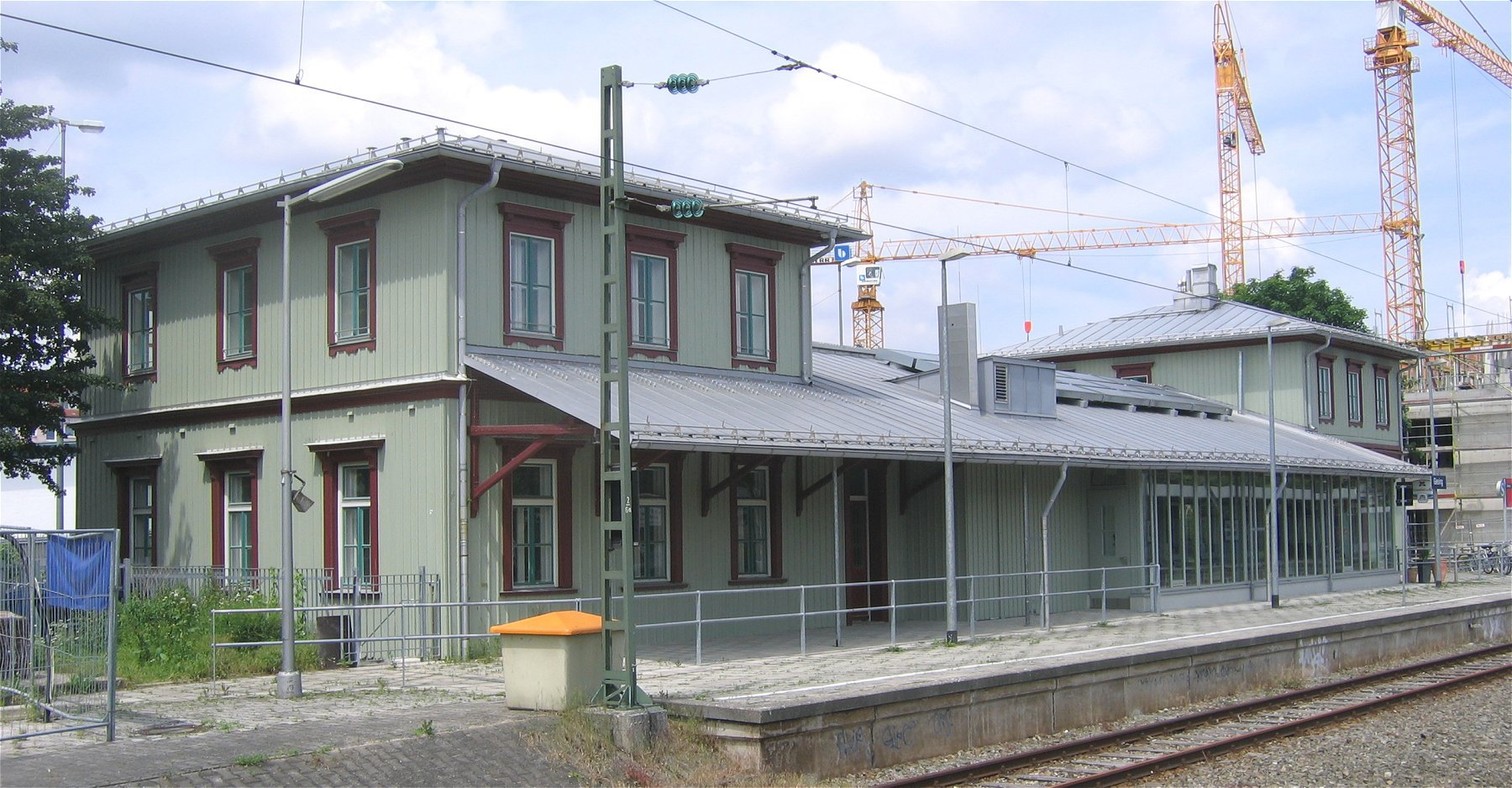
吉辛车站

上吉辛有一条地铁线路（另一条几乎沿着边界伸展）、三条有轨电车线路、一条快速公交和四条市内巴士线路以及两条城市快铁线路经过。在地铁二号线往博览城方向自西向东横穿吉辛市中心的同时，地铁1号线则沿着区界附近的中环公路运行直至曼格法尔广场。往格林瓦尔德方向的15路及25路有轨电车共用轨道自罗森海姆广场而来，并跨越17路有轨电车的轨道。后者则自内城而来，并从东部公墓和吉辛车站附近经过，直至终点站天鹅湖街——这里紧邻佩拉赫人造林公墓并靠近慕尼黑监狱。54路快速公交线从吉辛往西连接至大哈德恩，途中会行经慕尼黑东站及后接入英国花园以及施瓦宾。市内巴士在吉辛至相邻的市分区及美国人定居点间提供服务。形成市分区东部边界的999.3号或999.7号铁路线运行有自火车东站出城的城市快铁3号线及7号线，其特殊性在于，这一区间的列车因在东站换向后会采取左侧行车，而不是德国铁路所惯用的右侧行车。这一情况直到通过吉辛车站后才会经由立交桥恢复为右侧行车。在恢复为右侧行车后不久，线路会拆分为经由佩拉赫通往十字街的999.7号线（城市快铁7号线）和经由下哈兴通往霍尔茨基兴的999.3号线（城市快3号线）。区内公共交通的中心枢纽是吉辛车站，共有两条城市快铁线路（3号及7号线）、一条有轨电车线路（17路）、一条快速公交线路（54路）、三条市内巴士线路（139、144和147路）和一条地铁线路（2号线）在此交汇。此外，220路区域巴士也在吉辛车站始发通往下哈兴。而07号复古巴士也会在开放日期间从吉辛车站往返于MVG博物馆。
于西部将吉辛和佩拉赫人造林分隔开的995号高速公路通道泰根湖州县公路为止，在那里经过麦格劳沟并于中环公路上交汇。它在市分区的西南端与8号高速公路相连，并且同时也是尚未完工的慕尼黑环城高速公路的南段终点。

## 拾遗

爱克发大楼在2008年爆破拆除时的延时摄影

- 在市辖区斯塔德海姆设有慕尼黑监狱（德语：Justizvollzugsanstalt München），因此后者通常也被简称为斯塔德海姆（Stadelheim）。
- 汉斯和苏菲·朔尔，以及克里斯托弗·普罗布斯特（德语：Christoph Probst）等白玫瑰成员，都是在慕尼黑-斯塔德海姆监狱被处决，并埋葬在邻近的佩拉赫人造林公墓（德语：Friedhof am Perlacher Forst），抵抗战士瓦尔特·克林根贝克（德语：Walter Klingenbeck）亦是如此。
- 德国的首家麦当劳餐厅是在1971年12月4日于吉辛的马丁·路德街26号开业，对此广受欢迎的不仅是在附近驻扎的美国占领区部队（麦格劳营（德语：McGraw-Kaserne））。
- 弗朗茨·贝肯鲍尔成长于楚格峰街6号，并在当地的慕尼黑1906体育俱乐部（德语：SC München von 1906）开始自己的足球生涯。
- 世界知名的爵士乐音乐家马克斯·格雷格尔（德语：Max Greger）便出生于上吉辛。
- 曾经醒目的爱克发大楼于2008年2月17日被爆破拆除。在随后的几年里，这个爱克发的前用地建起了大型的商业区。
- 流行歌手雷克斯·吉尔多（德语：Rex Gildo）和时装设计师鲁道夫·莫斯哈默（德语：Rudolph Moshammer）都被安葬在东部公墓（德语：Ostfriedhof (München)）。